# 布萊克伍德 (新澤西州)
布萊克伍德（英語：Blackwood）是位於美國新澤西州康登縣的普查規定居民點。

## 人口
根據2020年美國人口普查的數據，布萊克伍德的面積為3.20平方千米，當中陸地面積為3.16平方千米，而水域面積為0.04平方千米。當地共有人口4622人，而人口密度為每平方千米1,444.38人。